# Jules Collignon
Jules Collignon (* 1915 in Libramont-Chevigny; † 23. August 1944 in Kaisheim) war ein belgischer römisch-katholischer Geistlicher und Märtyrer.

## Leben
Jules Collignon, Sohn eines Landwirts, wurde in Séviscourt (Ortsteil der Ortschaft Bras in der Gemeinde Libramont-Chevigny) in den Ardennen geboren. Er wurde 1938 zum Priester geweiht und begann ein Promotionsstudium der Theologie in Löwen. 1940 leistete er Kriegsdienst, kam erst im Januar 1943 aus deutscher Kriegsgefangenschaft zurück und wurde Vikar in  Neufchâteau.
Da Belgien inzwischen durch das nationalsozialistische Deutschland besetzt war, unterstützte er den Widerstand. Am 4. Oktober 1943 wurde er verhaftet und kam in das Gefängnis Löwen. Am 10. Januar 1944 war er im KZ Esterwegen und am 15. Februar 1944 im KZ Börgermoor. Am 15. März 1944 kam er nach Groß-Strehlitz und von dort in das Zuchthaus Kaisheim. Dort wurde er am 20. August 1944 zum Tode verurteilt, starb aber (vor der Hinrichtung) in seiner Zelle im Alter von 28 Jahren.

## Gedenken
In Neufchâteau steht sein Name auf einem Denkmal.